# Споменик Милутину Миланковићу у Београду
Споменик Милутину Миланковићу је споменик у Београду. Налази се у истоименом парку на Западном Врачару, између Булевара ослобођења, улица Пастерове и Тиршове у општини Савски венац.

## Подизање споменика
Споменик је посвећен Милутину Миланковићу (Даљ, 28. мај 1879 — Београд, 12. децембар 1958) српском математичару, астроному, климатологу, геофизичару, грађевинском инжењеру, доктору техничких наука, популаризатору науке и физичару.
Постављен је 26. јуна 2017. године, а његовом откривању присуствовали су тадашњи градски менаџер Града Београда Горан Весић, министар културе и информисања Републике Србије Владан Вукосављевић и председник Удружења „Милутин Миланковић” Славко Максимовић.
Инцијатива за подизање споменика покренута је 2009. године од стране Удружења „Милутин Миланковић”, а 2012. године објављен је конкурс за израду споменика, на који је стигло преко 40 радова. Споменик је израдио академски вајар Зоран Ивановић, а висине је 4 метра (подножје 1 метар, а фигура 3 метра).